# Tur Abdin

Karta över Tur Abdin som visar assyriska/syrianska byar och kloster. Kloster i bruk (2011) indikeras med röda kors och övergivna kloster indikeras med orange kors.

Tur Abdin (syriska: ܛܘܪ ܥܒܕܝܢ: "Gudstjänarnas berg") är ett område i sydöstra Turkiet, omfattande provinserna Mardin och Sanur väster om Tigris, vid gränsen till Syrien. Det är en sammanhängande hög bergsplatå, vars centralort är Midyat. 
Tur Abdin är av stor betydelse för syrisk-ortodoxa kristna, för vilka regionen tidigare var ett kloster- och kulturland. Det dominerande språket var då en nyarameisk dialekt som kallas turoyo.
Åren 1915–1916 utsattes områdets kristna befolkning för folkmord och fördrivning och många flydde utomlands. I diasporan använder folket olika benämningar, bland annat assyrier, syrianer och araméer.
Sedan folkmordet och fördrivningen bebos området huvudsakligen av kurder.[källa behövs]